# Elección complementaria de Chile de noviembre de 1950
El 26 de noviembre de 1950 se realizó una elección parlamentaria complementaria para llenar la vacancia de un senador por la 4ª Agrupación Provincial, compuesta por la provincia de Santiago, producto del fallecimiento del senador y expresidente de la República Arturo Alessandri Palma (PL) el 24 de agosto de 1950.
El 11 de octubre de 1950 fue promulgado el decreto —fechado el 30 de septiembre— que convocaba a una elección extraordinaria de un senador en la 4ª Agrupación Provincial para el domingo 26 de noviembre.

## Candidatos
El Partido Conservador Social Cristiano había proclamado el 29 de agosto de 1950 a Horacio Walker Larraín como candidato a senador, quien finalmente desistió de dicha nominación.
El Partido Liberal planteó inicialmente la candidatura del exdiputado Eduardo Moore Montero, a la vez que señalaban que el partido contaba con el apoyo del senador Carlos Ibáñez del Campo y del Partido Conservador Tradicionalista. Finalmente el PL presentó la candidatura de Arturo Matte, quien fue inscrito en la Dirección del Registro Electoral el 24 de octubre, quien recibió también el apoyo de los partidos Agrario Laborista y Democrático de Chile.
Otros candidatos que finalmente no fueron inscritos fueron Julián Echavarri (Partido Agrario Laborista) y Raúl Ampuero (Partido Socialista Popular).
Carlos Vial Espantoso (Partido Conservador Social Cristiano) recibió el apoyo de la Falange Nacional el 30 de octubre de 1950. También fue apoyado por los partidos Radical y Democrático.
María de la Cruz Toledo, militante del Partido Femenino de Chile, recibió también el apoyo del partido Acción Renovadora de Chile, quienes obtuvieron el derecho a inscribirla luego de reclamar ante el Tribunal Calificador de Elecciones que la Dirección del Registro Electoral les había negado dicha posibilidad debido a que el partido no estuvo constituido en la anterior elección parlamentaria. De la Cruz fue finalmente inscrita como candidata el 7 de noviembre.
Tanto las candidaturas de Tomás Chadwick Valdés (Partido Socialista Popular, apoyado a la vez por el Partido Socialista de Chile) y Rudecindo Ortega Mason (Partido Radical Doctrinario, apoyado también por los partidos Comunista y Democrático del Pueblo) fueron inscritas en la Dirección del Registro Electoral el 9 de noviembre de 1950.

## Resultados
Los resultados definitivos de la elección, de acuerdo a la sentencia de proclamación del Tribunal Calificador de Elecciones, fueron los siguientes:
|  | 47.19 % |

|  | 33.24 % |

|  | 11.52 % |

|  | 5.40 % |

|  | 2.65 % |

El resultado preliminar del día de la elección, desagregado a nivel de departamento, fue el siguiente:
| Departamento         | Matte  | Vial   | Ortega | Chadwick | De la Cruz |
| -------------------- | ------ | ------ | ------ | -------- | ---------- |
| Departamento         |        |        |        |          |            |
| 1° Distrito Santiago | 33 813 | 29 366 | 8056   | 3667     | 6536       |
| 2° Distrito Santiago | 13 091 | 7364   | 3367   | 1762     | 585        |
| 3° Distrito Santiago | 23 908 | 14 666 | 5104   | 2507     | 786        |
| Talagante            | 3010   | 1077   | 116    | 222      | 105        |
| Melipilla            | 3679   | 1893   | 153    | 48       | 41         |
| San Antonio          | 2863   | 2295   | 452    | 408      | 51         |
| San Bernardo         | 2279   | 2389   | 582    | 560      | 142        |
| Maipo                | 2805   | 1431   | 92     | 77       | 11         |
| Total                | 85 448 | 60 481 | 17 922 | 9251     | 8257       |
| Fuente: La Nación.   |        |        |        |          |            |

## Reacciones
El diario La Nación denunció que el cohecho estuvo muy presente durante la votación. Debido a las acusaciones de cohecho, el Tribunal Calificador de Elecciones recibió varias denuncias y solicitudes para anular la elección, las cuales fueron rechazadas tras el conteo general, que proclamó el 29 de diciembre de 1950 a Arturo Matte como vencedor.
El 9 de enero de 1951 Arturo Matte Larraín asumió su escaño en el Senado.